# لئونید باربیر
لئونید باربیر (به انگلیسی: Leonid Barbier) (زادهٔ ۹ آوریل ۱۹۳۷) شناگر اهل شوروی است.